# Rathfarnham
Rathfarnham (irisch Ráth Fearnáin; dt.: Fearnáns Erdwerk) ist eine Stadt im County Dún Laoghaire-Rathdown südlich von Dublin. Bis zur verwaltungstechnischen Neuordnung der Countys in der Republik Irland am 1. Januar 1994 gehörte Rathfarnham zum County Dublin, heute liegt es sowohl im County Dún Laoghaire-Rathdown und im County South Dublin. Die Gemarkungen, die zu Rathfarnham gehören, sind Kilmashogue, Mount Venus, Tibradden and Taylors Grange sowie Nutgrove, Ballyboden, Whitechurch und Ballyroan. Das Gebiet wird vom Dodder im Norden begrenzt.

## Geschichte
Ein Ráth ist für das Gebiet kein Nachweis zu führen. 1175 werden zwei Siedlungen im Rathfranham Parish erwähnt. Im 13. und 14. Jahrhundert kam es zu Angriffen der Iren gegen die Engländer, die sich im Pale festgesetzt hatten. Die Niederungsburg wurde 1583 durch das bedeutende Rathfarnham Castle ersetzt, nachdem dem Grundeigentümer James Eustace, 3. Viscount Baltinglass, das Lehen wegen Hochverrats genommen war und an Bischof und Lordkanzler Adam Loftus gegeben wurde. 1618 erhielt die Siedlung Marktrechte.

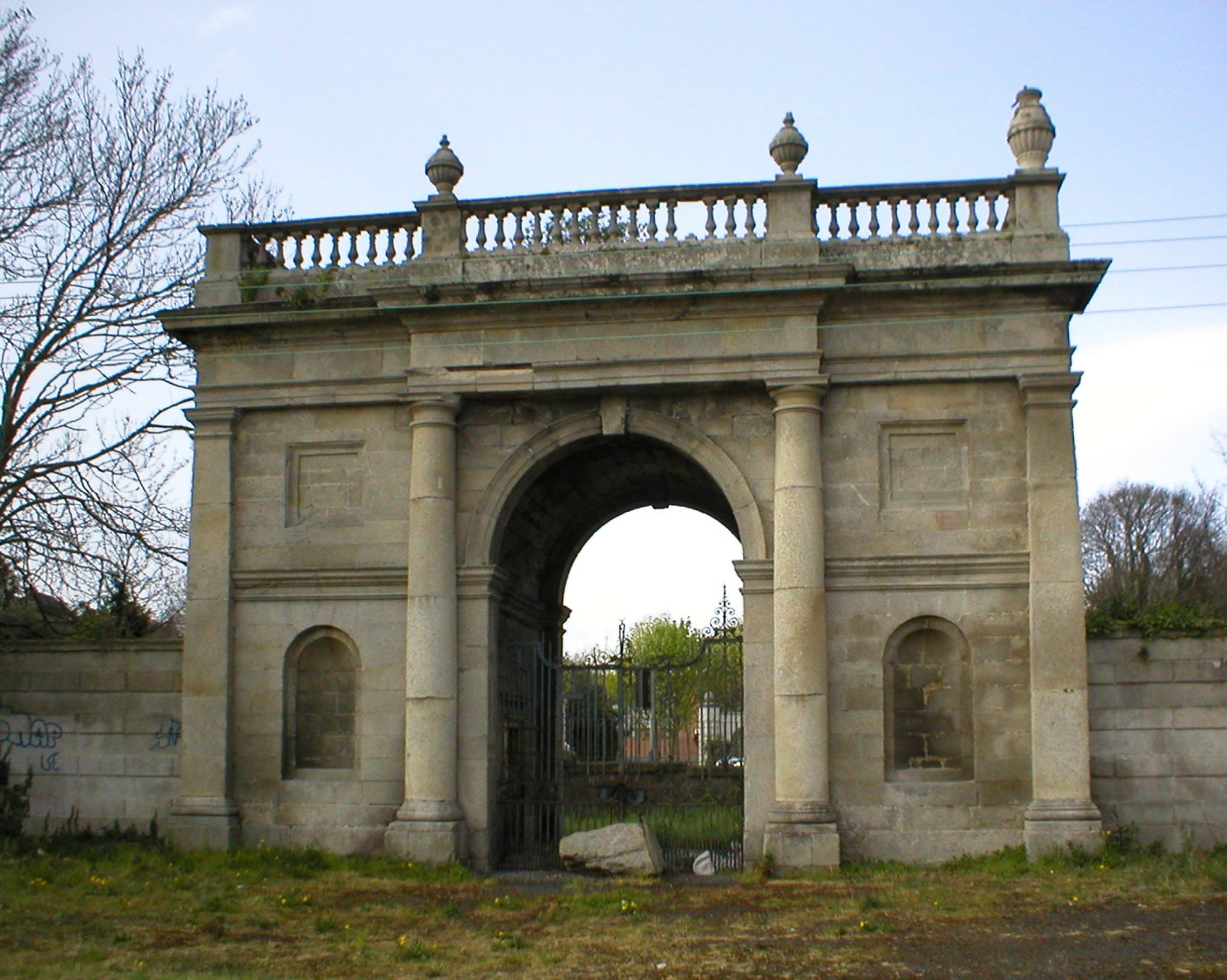
Ely’s Arch

1649 bezog Oliver Cromwell Rathfarnham Castle auf dem Weg nach Wexford. Ab dem 18. Jahrhundert wurde das Schloss umgestaltet. So wurde auch Ely’s Arch erbaut. 1725 wurde Rathfarnham House, später Loreto Abbey, errichtet. 1822 wurde hier der Orden der Loretoschwestern gegründet. Seine Verwaltung befindet sich inzwischen im Beaufort House.

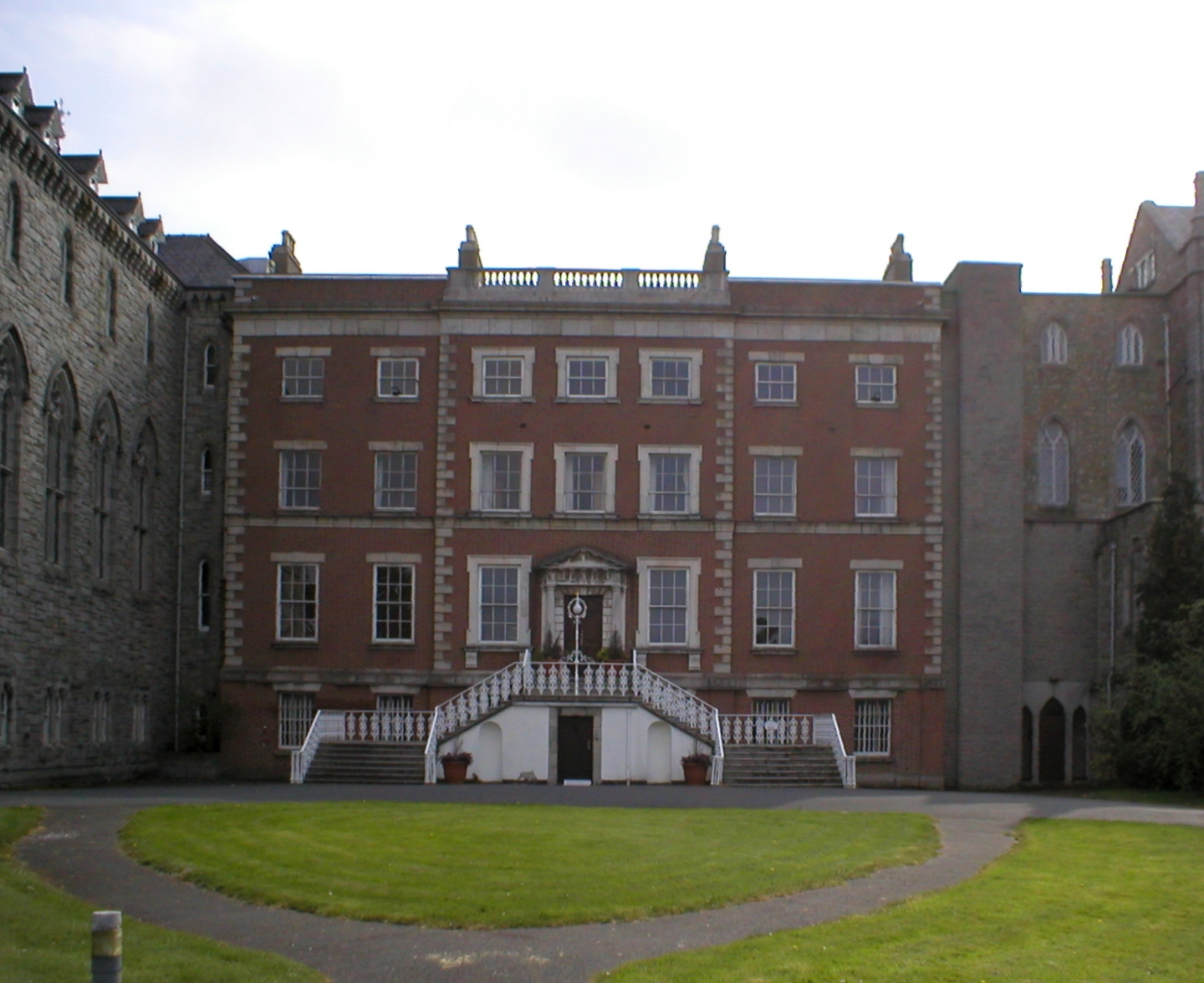
Rathfarnham House (Loreto Abbey)

1764 wurde Marlay House errichtet. Auf dem Landgut wurde dann Mitte der 1970er Jahre der Marlay Park gestaltet, der auch als Veranstaltungsort für Konzerte und Festivals (Longitude Festival) genutzt.

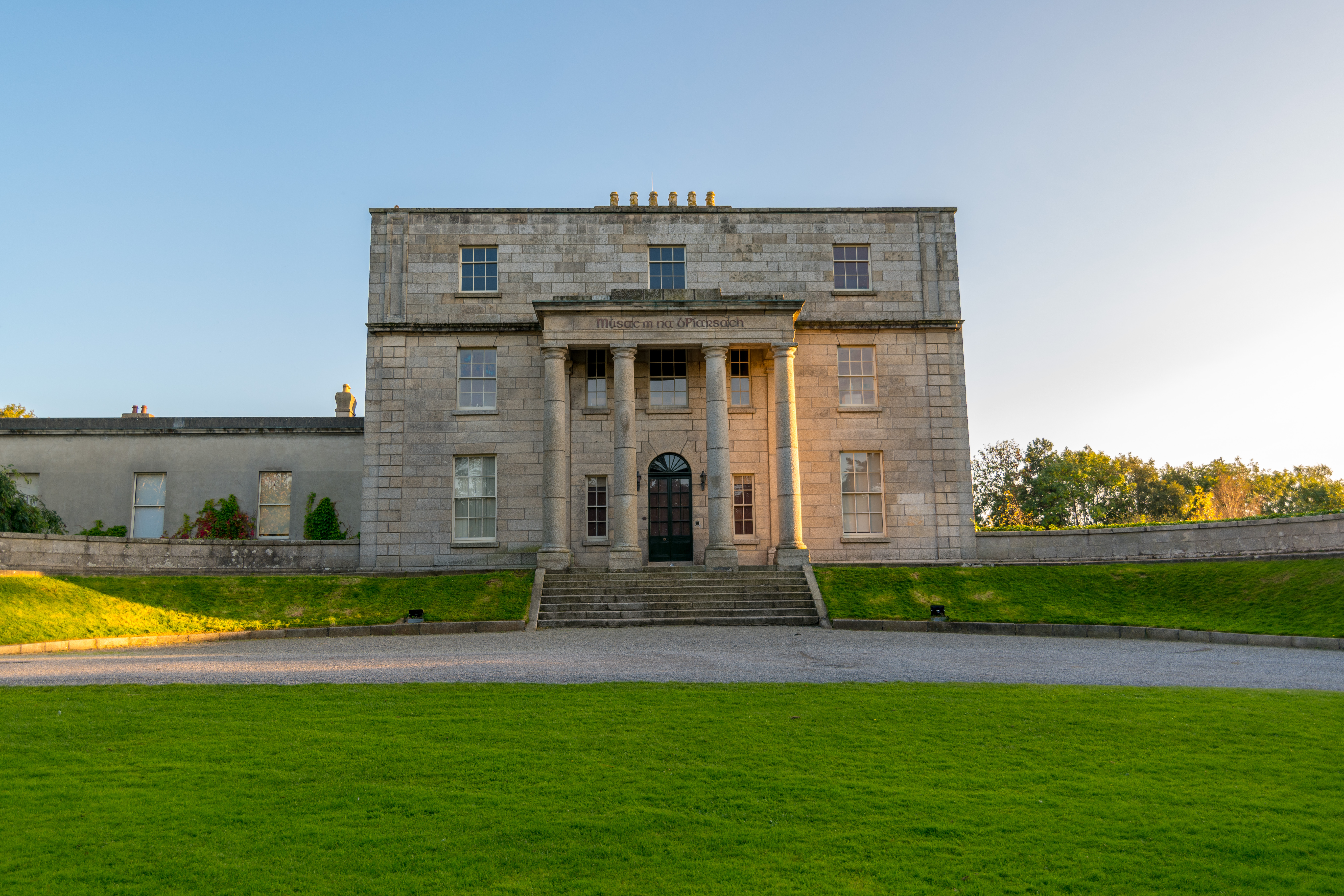
Eremitage von St. Enda

Ebenfalls im 18. Jahrhundert wurde die Eremitage von St. Enda erbaut. Um die Eremitage ließ sein Eigentümer Edward Hudson eine Pseudo-Landschaft mit Wachturm, Eremitenhöhle, Dolmen usw. errichtet. Heute befindet sich dort das Pearse Museum und wird vom Office of Public Works betrieben.
1878 wurde die katholische Kirche Mariä Verkündung errichtet.

## Verkehr
Als vorstädtisches Gebiet wird Rathfarnham von Dublin Bus bedient. Die Luas, die Straßenbahn Dublins, soll nach Rathfarnham verlängert werden. Die früheren Tramlinien waren 1939 beseitigt worden.
Die historische Straße R115 führte von hier Richtung County Wicklow und Sally Gap.

## Bekannte Bewohner
Mutter Teresa studierte hier als Loretoschwester. Eine Zeitlang lebte auch W. B. Yeats in Rathfarnham.

## Söhne und Töchter der Stadt
- Lenny Abrahamson (* 1966), Drehbuchautor und Regisseur
- Sarah Bolger (* 1991), Schauspielerin
- Seán Crowe (* 1957), Politiker
- John Philpot Curran (1750–1817), Politiker, Jurist
- Anne Devlin (1781–1851), Mitglied der irischen Unabhängigkeitsbewegung
- Damien Duff (* 1979), irischer Fußballspieler und -manager
- Robert Emmet (1778–1803), irischer Rebellenführer und Nationalist
- Danielle Galligan (* 1992), Schauspielerin
- Don Givens (* 1949), Fußballspieler und -trainer
- Pádraig Harrington (* 1971), Golfer
- William Hayes (1913–1994), Genetiker
- Peter Lawrie (* 1974), Golfer
- Adam Loftus, 1. Viscount Loftus (um 1568–1643), irischer Adliger und Lordkanzler von Irland
- Sophie MacMahon (* 1997), Cricket-Spielerin
- Paul McGinley (* 1966), Golfer
- Annalise Murphy (* 1990), Seglerin, Silbermedaillengewinnerin Olympia 2016
- Darach Ó Séaghdha (* 1977), Journalist und Schriftsteller
- Joseph Plunkett (1887–1916), Revolutionär, Lehrer an der St. Enda’s School
- Bríd Smith (* 1961), Politikerin
- Jim Stynes (1966–2012), Spieler des Australian Football
- John Millington Synge (1871–1909), Dramatiker

## Galerie

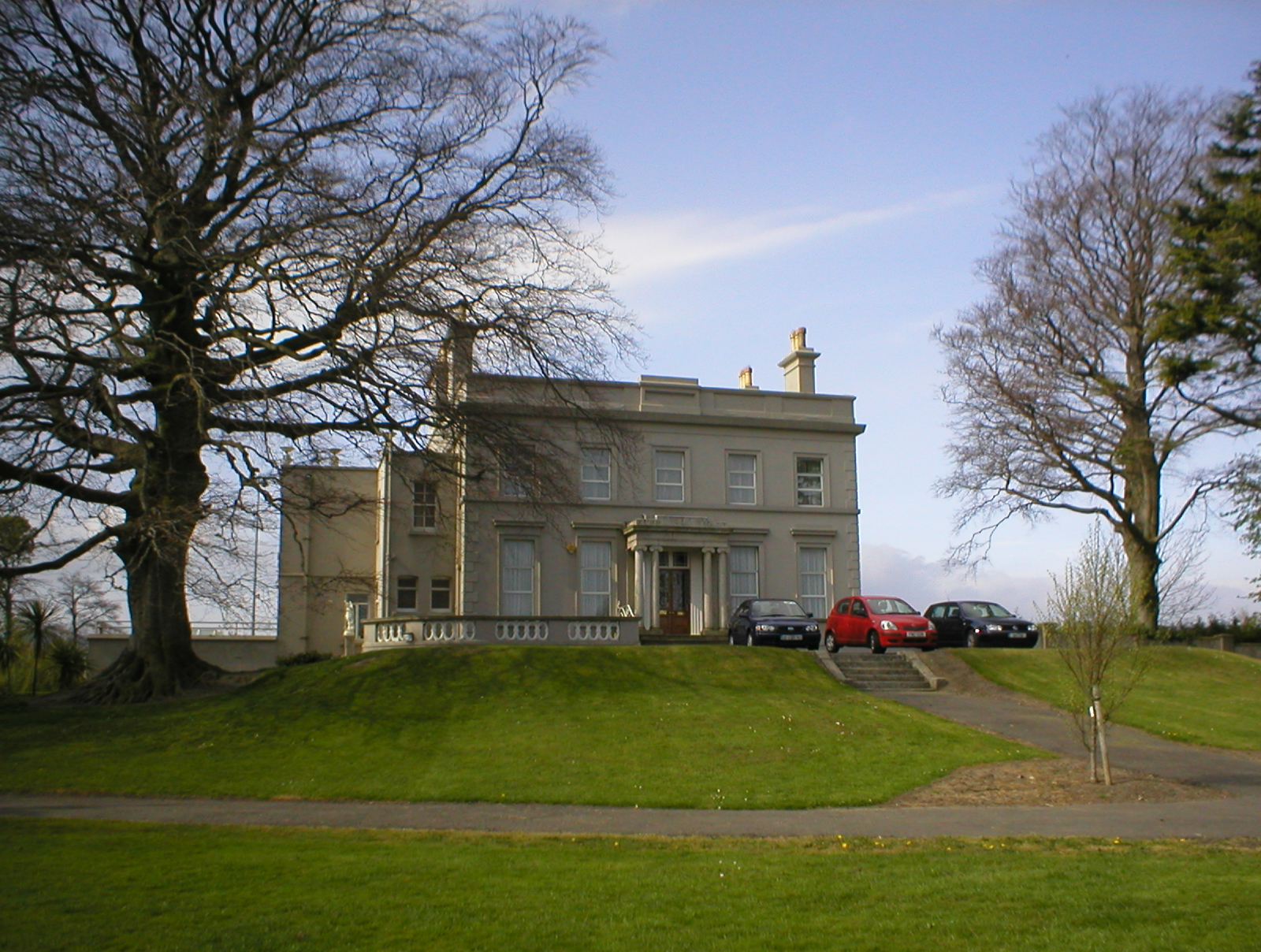
Beaufort House
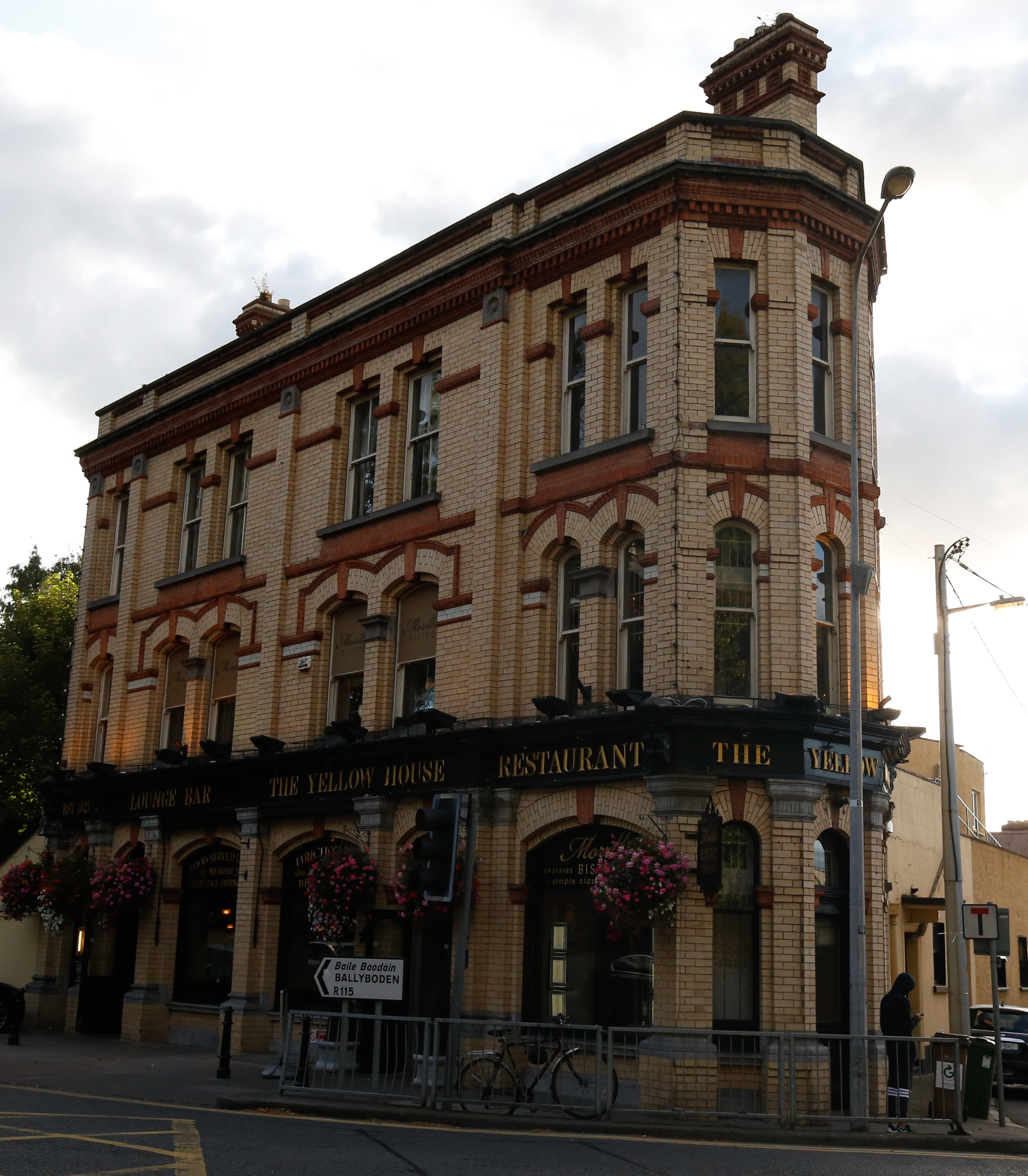
Yellow House Bar and Restaurant